# Moskiewskie podwórko
Moskiewskie podwórko (oryg. ros. Московский дворик) – obraz olejny Wasilija Polenowa, namalowany w 1878.
Podobnie jak tworzący w tym samym okresie Aleksiej Sawrasow, Wasilij Polenow tworzył przede wszystkim pejzaże. W swoich dziełach pragnął ukazywać piękno rosyjskiej natury i współistnienie narodowej kultury rosyjskiej z przyrodą kraju.
Obraz przedstawia podwórko w Moskwie, na którym w harmonijny sposób łączą się elementy krajobrazu wiejskiego i miejskiego. Polenow ukazał drewniany dom podobny do chłopskich chat, przy którym stoi zaprzężony w konia wóz, na sznurze suszą się ubrania, zaś w obejściu widoczne jest ptactwo domowe. Na pierwszym planie, na porośniętym trawą i kwiatami podwórzu, malarz umieścił czwórkę kilkuletnich dzieci. Dalej, w pobliżu domu, widoczna jest kobieta karmiąca ptactwo. O miejskim charakterze przedstawionego pejzażu świadczy stojący obok drewnianego domu wyższy, murowany budynek, obok którego artysta namalował grupę drzew. Za domami widoczna jest cerkiew, dla której modelem była świątynia cerkiew Przemienienia Pańskiego w moskiewskiej dzielnicy Pieski, w rejonie Arbat. Wykonanie ostatecznej wersji Moskiewskiego podwórka poprzedziły długie studia w plenerze oraz przygotowanie szkiców większości elementów ukazanego pejzażu. Praca poza pracownią stanowiła ważną część artystycznej aktywności Polenowa, który w swoich obrazach – w tym i w Moskiewskim podwórku – przywiązywał wielką wagę do realistycznego oddania gry światła.
Duża ilość światła w obrazie zwiększa wrażenie ogromu ukazanej przestrzeni, w zamyśle autora ma również podkreślać optymistyczne przesłanie dzieła – zdaniem Polenowa lud rosyjski, żyjący prostym życiem, odnalazł w ten sposób najpewniejszą drogę do szczęścia.
Moskiewskie podwórko uważane jest za jeden z najwybitniejszych przykładów rosyjskiego pejzażu realistycznego w malarstwie II poł. XIX wieku.